# Чкаловська (станція метро, Нижній Новгород)
56°18′41″ пн. ш. 43°56′15″ сх. д. / 56.31139° пн. ш. 43.93750° сх. д.
Чка́лівська (рос. Чка́ловская) — станція Автозаводської лінії Нижньогородського метро, розташована між станціями «Московська» та «Ленінська». Відкрита 20 листопада 1985 року в складі першої черги Автозаводської лінії. Названа на честь В. П. Чкалова.

## Технічна характеристика
Конструкція станції — односклепінна мілкого закладення, з острівною прямою платформою.

## Оздоблення
Платформовий зал — єдиний простір, перекритий пружним склепінням. Інтер'єр станції розкриває тему авіації, чудовим представником якої є В. П. Чкалов, уродженець нижньогородської землі. По центральній наві побіленого склепіння, пофарбованого в блакитний колір, що символізує небо, проходять три смуги світильників, як реверсивний слід літака.
Встановлені на платформі торшери з лавами є інформаційними покажчиками для пасажирів. Цоколь колійних стін оздоблено темно-червоним мармуром. Підлога станції викладено гранітом коричнево-сірого кольору.
У стінах касових залів — малюнки летаючих літаків з червоного і білого мармуру. В одному з вестибюлів знаходиться бюст В. П. Чкалова. Художній образ станції доповнюються барельєфами з алюмінію на тему перельотів Чкалова, що розташовані над сходами, що ведуть на платформу.

## Виходи
Станція розташована на перетині вул. Жовтневої Революції із вул. Чкалова біля житлових мікрорайонів Канавіно та Старе Канавіно. 
Поряд знаходиться будівля адміністрації Канавінського району, Нижньогородський педагогічний коледж, парк 1-го Травня, дитяча залізниця і стадіон «Локомотив».